# آی یونان
آی یونان (انگلیسی: Ai Yunan؛ زادهٔ ۲۱ ژوئن ۱۹۹۱) وزنه‌بردار اهل چین است.
وی در مسابقات کشوری و بین‌المللی در مجموع برندهٔ ۲ مدال طلا، ۱ مدال نقره شده‌است.